# UMdoni
uMdoni (officieel uMdoni Local Municipality; Zoeloe: Umasipala Wasemdoni) is een gemeente in het Zuid-Afrikaanse district Ugu.
uMdoni ligt in de provincie KwaZoeloe-Natal en telt 78.875 inwoners.

## Hoofdplaatsen
Het nationaal instituut voor de statistiek, Stats SA, deelt sinds de census 2011 deze gemeente in in 21 zogenaamde hoofdplaatsen (main place):
aMahlongwa • Amandawe • Amangamazi • Bazley Beach • Bhudubhudu • eHlanzeni • Elysium • Esperanza • Ifafa Beach • Ifafa marine • Mafithini • Maryville • Mhlangamkhulu • Mtwalume • Scottburgh • Sezela • Umdoni NU • Umgwemphisi • Umzinto • Uswani • Wingrove.